# Deutsche Gesellschaft für Empirische Kulturwissenschaft
Die Deutsche Gesellschaft für Empirische Kulturwissenschaft (DGEKW), vormals Deutsche Gesellschaft für Volkskunde (dgv), ist eine wissenschaftliche Gesellschaft und fungiert als Dachverband der volkskundlichen Institutionen im deutschen Sprachraum sowie als Vereinigung der Volkskundler in der Bundesrepublik Deutschland.

## Geschichte und Beschreibung
Die Deutsche Gesellschaft für Volkskunde wurde 1963 gegründet. Sie führt die Arbeit des 1904 gegründeten Verbandes der Vereine für Volkskunde fort. Sitz und Geschäftsstelle des Vereins ist Marburg.
Die Gesellschaft gibt die Zeitschrift für Volkskunde sowie die dgv Informationen. Mitteilungen der Deutschen Gesellschaft für Volkskunde heraus und veranstaltet wissenschaftliche Tagungen und Studierendentreffen.
Am 22. September 2021 fand die offizielle Umbenennung des Verbands von Deutsche Gesellschaft für Volkskunde (dgv) in Deutsche Gesellschaft für Empirische Kulturwissenschaft (DGEKW) statt.

## Kommissionen
Bei den dgv-Kommissionen handelt es sich in der Regel um offene Gruppierungen, die sich um themenspezifische Interessen gebildet haben. Zurzeit existieren folgende Kommissionen:
- Kommission Arbeitskulturen
- Kommission für Digitalisierung im Alltag
- Kommission Erzählforschung
- Kommission für Film und audio-visuelle Anthropologie
- Kommission für Fotografie
- Kommission Frauen- und Geschlechterforschung
- Netzwerk Gesundheit und Kultur in der volkskundlichen Forschung
- Kommission Europäisierung/Globalisierung: Ethnografien des Politischen
(Europeanisation/Globalisation: Anthropology of Policy)
- Kommission zur Erforschung musikalischer Volkskulturen
(bis 2012: Kommission für Lied-, Musik- und Tanzforschung)
- Kommission für deutsche und osteuropäische Volkskunde
- Kommission Sachkulturforschung und Museum
(bis 2012: Arbeitsgruppe für Sachkulturforschung und Museum, vormals Arbeitsgruppe Kulturhistorischer Museen bzw. Arbeitsgruppe kulturgeschichtliche Museen)
- Arbeitsgruppe Migration und Museum
- Kommission Mobilitäten_Regime
(bis 2016: Kommission Tourismusforschung)
- Kommission Kulturen populärer Unterhaltung und Vergnügung
- Kommission für Religiosität und Spiritualität
- Kommission für Ostjüdische Volkskunde
(2012 stillgelegt)

## Vorsitzende
- 1961–1969: Gerhard Heilfurth

- 1969–1977: Günter Wiegelmann
- 1977–1983: Hermann Bausinger
- 1983–1987: Konrad Köstlin
- 1987–1991: Helge Gerndt
- 1991–1999: Rolf Wilhelm Brednich
- 1999–2003: Silke Göttsch-Elten
- 2003–2007: Thomas Hengartner
- 2007–2011: Reinhard Johler
- 2011–2015: Karl Braun
- 2015–2019: Johannes Moser
- Seit Herbst 2019: Markus Tauschek